# Люлин (София)
Вижте пояснителната страница за други значения на Люлин.
ФК „Люлин“ е футболен клуб от София, България, понастоящем състезаващ се в 4-тото ниво на българското първенство – Столична регионална група (СРГ – Юг). Тимът е създаден през 1985 година, когато се отделя от основаното 2 години по-рано ДФС „Люлин“ (1983).
През сезон 2003/2004 отборът за пръв път в историята си играе във В футболна група. Следва още един 4-годишен престой в Югозападна В група – от сезон 2005/06 до 2008/09. Има развита детско-юношеска школа. Стадионът, на който отборът играе домакинските си мачове, се намира във 2-ри микрорайон на жк. „Люлин“.
15 месеца преди да навърши 25 години ФК „Люлин“, добива право да участва в трета дивизия. Кварталният отбор е третият представител на столичен жилищен комплекс, който прави пробив в трети ешелон. Преди това, „Кремиковци“ и ФК „Дружба“ участват в Югозападната В група. ФК „Люлин“ е воден от треньора Цецо Атанасов. Задълбочена справка с историята на футбола в комплекса показва, че ФК „Люлин“ е имал възможности и сили за промоция в големия футбол доста преди 2003 година, но все нещо го е спирало.
По-старите спортни фенове в квартала още си спомнят за кмета Лалю Райков, който продал почти на безценица най-добрия юноша на клуба — Тодор Праматаров на ФК „Монтана“. Впоследствие, таранът направи солидно име във футбола, изиграва над 200 мача в елита и отбеляза 97 гола в А група. Следващият кмет на „Люлин“ – Димчо Шопов, със своята незаинтересованост, губи стадиона на гарата в Обеля, като при новото райониране не прави нищо спортният комплекс да остане в ж.к. „Люлин“. Най-големите успехи на клуба са в детско-юношеско направление, създал редица стойностни футболисти. ФК „Люлин“ е известен сред запалянковците с това, че при своето създаване е управляван от първата жена президент. Става въпрос за Вихра Димитрова, която дълги години издържа клуба със собствени средства. През този период от клуба са излезли доста перспективни играчи, като най-известните са Иван Пасков, вратарят Васко Василев - Дзоф, Кристиян Добрев, Живко Пъшев и Тодор Праматаров. Точно тогава същият този детския тим на „Люлин“ разгромява връстниците си от ЦСКА с 9:1, като 6 от попаденията бележи Иван Пасков. Следва контестация от страна на „армейците“, които твърдят, че играчът с номер 9 от люлинския тим е по-голям от останалите деца. БФС провежда разследване, но проверката не установява нарушения и резултатът се запазва. Пасков обаче е привлечен в Славия.
В Детско-юношеската школа на ФК „Люлин“ има пет отбора от различните възрастови групи, като са обхванати около 50 деца.
Сред футболните деятели в квартала и местния стопански-бизнес елит, назрява идеята да се учреди акционерно дружество към клуба, в което да влязат заможни люлинци, защото кметовете идват и си отиват.
Районът, определен за строеж на стадион, е в 6-и микрорайон на „Люлин“. Стадионът не е завършен и официалният им стадион е в „Люлин“ 2. Имат и тренировъчно игрище в „Люлин“ 1.